# Edward Smyth (escultor)
Edward Smyth (Meath, 1749 - Dublín, 2 d'agost de 1812) va ser un escultor irlandès.
Fill d'un picapedrer, Smyth va néixer a Meath. Els seus primers treballs els va realitzar com empleat de Henry Darley, qui el va presentar a l'arquitecte James Gandon, el qual impressionat per les obres de Smyth li va oferir treball com a escultor a la Custum House i molts dels seus projectes de Dublín. Aquests treballs inclouen obres per als edificis de Four Courts, la Irish House of Lords i King's Inns. Smyth també va col·laborar amb l'arquitecte Francis Johnston i va realitzar les talles dels caps en pedra de sants de l'exterior de la Capella reial del Castell de Dublín, treball que a causa de la seva defunció va continuar el seu fill John.
Smyth va ser el primer mestre de la Dublin Society School de modelatge i escultura. Va morir sobtadament el 2 d'agost de 1812, en el seu domicili de Dublín. El seu fill, John Smyth, era també escultor i el va succeir com a mestre de modelatge en l'Escola de Dublín.